# Liste der Monuments historiques in Trégrom
Die Liste der Monuments historiques in Trégrom führt die Monuments historiques in der französischen Gemeinde Trégrom auf.

## Liste der Bauwerke
| Bezeichnung        | Beschreibung                       | Standort | Kennzeichnung | Schutzstatus | Datum | Bild           |
| ------------------ | ---------------------------------- | -------- | ------------- | ------------ | ----- | -------------- |
| Chapelle du Christ | Kapelle, erbaut im 16. Jahrhundert | (Lage)   | PA22000049    | Inscrit      | 2015  | weitere Bilder |

## Liste der Objekte
- Monuments historiques (Objekte) in Trégrom in der Base Palissy des französischen Kultusministeriums